# Döhlen (Zwenkau)
Döhlen ist ein Ortsteil von Zwenkau in Sachsen. Es liegt unmittelbar am rechtsseitigen Ufer der Weißen Elster.

## Geschichte
Das Dorf wurde als Bauernweiler nördlich von Rüssen gegründet. 1548 wurde es erstmals schriftlich erwähnt. Um 1834 lebten etwa 50 Menschen im Ort. August Schumann gibt 1814 sieben Häuser an. Dohlen lag bis 1856 im kursächsischen bzw. königlich-sächsischen Amt Pegau. Ab 1856 gehörte der Ort zum Gerichtsamt Zwenkau und ab 1875 zur Amtshauptmannschaft Leipzig. Als Ortsteil von Rüssen war das Dorf seit 1957 Dorf Ortsteil der Landgemeinde Rüssen-Kleinstorkwitz und wurde am 1. Oktober 1996 zusammen mit dieser nach Zwenkau eingemeindet.
Infolge des Hochwassers in Mitteleuropa im Jahr 2013 wurde die Reif Baugesellschaft von der Landestalsperrenverwaltung des Freistaates Sachsen mit der Sanierung des Ringdeichs Döhlen beauftragt. Die Ertüchtigung des Hochwasserschutzdeiches (HWD) und Herstellung hintergelegener Deichverteidigungswege erfolgte in der Zeit von Oktober 2013 bis Januar 2014 und kostete den Freistaat laut Angaben des Auftragnehmers eine halbe Million Euro.

## Kultur
Sehenswert ist u. a. das Schulgebäude des Gemeindeteils, welches von 2010 bis April 2014 grundlegend saniert wurde und seit 2008 durch die christliche Montessori-Ganztagsschule genutzt wird.